# Croton haitiensis
Croton haitiensis là một loài thực vật có hoa trong họ Đại kích. Loài này được P.T.Li mô tả khoa học đầu tiên năm 1994.